# Biophilia Tour
Biophilia Tour – siódma trasa koncertowa Björk, w jej trakcie odbyły się siedemdziesiąt dwa koncerty.

## Program koncertów według albumów
Biophilia: Cosmogony (cała trasa), Crystalline (cała trasa), Mutual Core (cała trasa),
Thunderbolt (69 koncertów), Moon (67 koncertów), Hollow (63 koncerty), Náttúra (61 koncertów), Virus (61 koncertów), Dark Matter (47 koncertów), Sacrifice (36 koncertów).
Volta: Declare Independence (67 koncertów), Vertebræ by Vertebræ (15 koncertów).
Vespertine: Hidden Place (59 koncertów), Generous Palmstroke (16 koncertów), Heirloom (15 koncertów), It's Up Not To You (4 koncerty), Undo (1 koncert), Unison (1 koncert).
Medúlla: Mouth's Cradle (51 koncertów), Sonnets/Unrealities X (25 koncertów), Where Is The Line (23 koncerty), Pleasure Is All Mine (4 koncerty), Who Is It (3 koncerty).
Homogenic: Jóga (39 koncertów), Hunter (25 koncertów), Unravell (13 koncertów), All Is Full of Love (7 koncertów), Bacherolette (2 koncerty), Immature (1 koncert).
Debut: One Day (40 koncertów), Venus as a Boy (1 koncert).

## Lista koncertów
1. 27 czerwca 2011 - Manchester, Anglia - Campfield Market Hall
2. 30 czerwca 2011 - Manchester, Anglia - Campfield Market Hall (festiwal Manchester International Festival)
3. 3 lipca 2011 - Manchester, Anglia - Campfield Market Hall (festiwal Manchester International Festival)
4. 7 lipca 2011 - Manchester, Anglia - Campfield Market Hall (festiwal Manchester International Festival)
5. 10 lipca 2011 - Manchester, Anglia - Campfield Market Hall (festiwal Manchester International Festival)
6. 13 lipca 2011 - Manchester, Anglia - Campfield Market Hall (festiwal Manchester International Festival
7. 16 lipca 2011 - Manchester, Anglia - Campfield Market Hall (festiwal Manchester International Festival)
8. 11 września 2011 - Isle of Wight, Anglia - Robin Hill Park (festiwal Bestival)
9. 12 października 2011 - Reykjavík, Islandia - Harpa (Iceland Airwaves)
10. 16 października 2011 - Reykjavík, Islandia - Harpa (Iceland Airwaves)
11. 19 października 2011 - Reykjavík, Islandia - Harpa
12. 22 października 2011 - Reykjavík, Islandia - Harpa
13. 25 października 2011 - Reykjavík, Islandia - Harpa
14. 28 października 2011 - Reykjavík, Islandia - Harpa
15. 31 października 2011 - Reykjavík, Islandia - Harpa
16. 3 listopada 2011 - Reykjavík, Islandia - Harpa
17. 7 listopada 2011 - Reykjavík, Islandia - Harpa
18. 25 listopada 2011 - występ w programie Later... with John Hoolands
19. 31 stycznia 2012 - występ w programie The Colbert Report
20. 3 lutego 2012 - Nowy Jork, Nowy Jork, USA - New York Hall of Science
21. 6 lutego 2012 - Nowy Jork, Nowy Jork, USA - New York Hall of Science
22. 12 lutego 2012 - Nowy Jork, Nowy Jork, USA - New York Hall of Science
23. 15 lutego 2012 - Nowy Jork, Nowy Jork, USA - New York Hall of Science
24. 18 lutego 2012 - Nowy Jork, Nowy Jork, USA - New York Hall of Science
25. 22 lutego 2012 - Nowy Jork, Nowy Jork, USA - Roseland Ballroom
26. 25 lutego 2012 - Nowy Jork, Nowy Jork, USA - Roseland Ballroom
27. 28 lutego 2012 - Nowy Jork, Nowy Jork, USA - Roseland Ballroom
28. 2 marca 2012 - Nowy Jork, Nowy Jork, USA - Roseland Ballroom
29. 5 marca 2012 - Nowy Jork, Nowy Jork, USA - Roseland Ballroom
30. 21 marca 2012 - Papantla, Meksyk - Takilhusut Park (festiwal Cumbre Tajín)
31. 24 marca 2012 - Alajuela, Kostaryka - Autódromo La Guácima (Festival Imperial)
32. 31 marca 2012 - Santiago, Chile - O'Higgins Park (Lollapalooza)
33. 6 kwietnia 2012 - Buenos Aires, Argentyna - Centro de Exposisiones
34. 9 kwietnia 2012 - Buenos Aires, Argentyna - Centro de Exposisiones
35. 12 kwietnia 2012 - Buenos Aires, Argentyna - Centro de Exposisiones
36. 15 kwietnia 2012 - Buenos Aires, Argentyna - Centro de Exposisiones
37. 15 czerwca 2012 - Fez, Maroko - Bab Al Makina
38. 22 czerwca 2012 - Santiago de Compostela, Hiszpania - Centrum Kultury Galicyjskiej
39. 27 czerwca 2012 - Nîmes, Francja - Arena of Nîmes (Nîmes Festival)
40. 30 czerwca 2012 - Lyon, Francja - Teatr Antyczny Fourviére (festiwal Nuits de Fourviére)
41. 4 lipca 2012 - Gdynia, Polska - Lotnisko Babie Doły (Open’er Festival)
42. 8 lipca 2012 - Roskilde, Dania - Festivalpladsen (Roskilde Festival
43. 5 sierpnia 2012 - Sztokholm, Szwecja - Skeppsholmen (Stockholm Music & Arts Festival)
44. 9 sierpnia 2012 - Oslo, Norwegia - Middelaldelparken (Ølyafestivalen)
45. 12 sierpnia 2012 - Helsinki, Finlandia - Suvilahti (Flow Festival)
46. 16 sierpnia 2012 - Kiewit, Belgia - Kempische Steenweg (Pukkelpop)
47. 21 lutego 2013 - Paryż, Francja - Le Cirque en Chantier
48. 24 lutego 2013 - Paryż, Francja - Le Cirque en Chantier
49. 27 lutego 2013 - Paryż, Francja - Le Cirque en Chantier
50. 2 marca 2013 - Paryż, Francja - Le Cirque en Chantier
51. 5 marca 2013 - Paryż, Francja - Zénith de Paris
52. 8 marca 2013 - Paryż, Francja - Zénith de Paris
53. 11 marca 2013 - Crans-Montana, Szwajcaria - Le Régent (Caprices Festival)
54. 22 maja 2013 - Richmond, Kalifornia, USA - Craneway Pavillion
55. 25 maja 2013 - Richmond, Kalifornia, USA - Craneway Paviilion
56. 28 maja 2013 - Richmond, Kalifornia, USA - Craneway Pavillion
57. 2 czerwca 2013 - Los Angeles, Kalifornia, USA - Hollywood Palladium
58. 5 czerwca 2013 - Los Angeles, Kalifornia, USA - Hollywood Palladium
59. 8 czerwca 2013 - Los Angeles, Kalifornia, USA - Hollywood Palladium
60. 11 czerwca 2013 - Los Angeles, Kalifornia, USA - Hollywood Palladium
61. 15 czerwca 2013 - Manchester, Tennessee, USA - Great Stage Park (Bonnaroo Music Festival)
62. 13 lipca 2013 - Ottawa, Kanada - LeBreton Flats (festiwal Ottawa Bluesfest)
63. 16 lipca 2013 - Toronto, Kanada - Echo Beach
64. 19 lipca 2013 - Chicago, Illinois, USA - Union Park (Pitchfork Music Festival)
65. 27 lipca 2013 - Yuzawa, Japonia - Naeba Ski Resort (Fuji Rock Festival)
66. 31 lipca 2013 - Tokio, Japonia - Miraikan
67. 3 sierpnia 2013 - Tokio, Japonia - Miraikan
68. 6 sierpnia 2013 - Tokio, Japonia - Miraikan
69. 10 sierpnia 2013 - Tajpej, Tajwan - TWTC Nangang Exhibition Hall
70. 31 sierpnia 2013 - Stradbally, Irlandia - Stradbally Hall (festiwal Electric Picnic)
71. 3 września 2013 - Londyn, Anglia - Alexandra Palace
72. 7 września 2013 - Berlin, Niemcy - Berlin Tempelhof (Berlin Festival)

## Źródła
- http://www.setlist.fm/stats/average-setlist/bjork-3bd7bc24.html?tour=Biophilia+Tour